# 데미르카피야시

데미르카피야 시의 위치

데미르카피야시(마케도니아어: Општина Демир Капија)는 마케도니아 공화국 남부에 위치한 지방 자치체로 행정 중심지는 데미르카피야이며 면적은 311.06km2, 인구는 4,545명(2002년 기준)이다. 북서쪽으로는 네고티노 시, 북동쪽으로는 콘체 시, 동쪽으로는 발란도보 시, 남동쪽으로는 게브겔리야 시, 남서쪽으로는 카바다르치 시와 접한다.